# Resolució 204 del Consell de Seguretat de les Nacions Unides
La Resolució 204 del Consell de Seguretat de les Nacions Unides fou adoptada per unanimitat el 19 de maig de 1965. Després d'una denúncia del Senegal contra Portugal, el Consell va deplorar les incursions de les Forces Armades Portugueses en territori del Senegal i va demanar que prengués les mesures necessàries per assegurar la integritat territorial del Senegal.